# Copa Lipton
Copa Lipton nebo také Copa de Caridad Lipton byla přátelská fotbalová soutěž, které se účastnily reprezentace Argentiny a Uruguaye. Soutěž se konala 29krát, a to v letech 1905 až 1992. Trofej daroval magnát Thomas Lipton.

## Statistiky týmů
| Reprezentace | Titulů | Vyhrané ročníky                                                                                      |
| ------------ | ------ | --- |
| Argentina    | 17     | 1906, 1907, 1908, 1909, 1913, 1915, 1916, 1917, 1918, 1928, 1937, 1942, 1945, 1962, 1968, 1976, 1992 |
| Uruguay      | 11     | 1905, 1910, 1911, 1912, 1919, 1922, 1923, 1927, 1929, 1957, 1973                                     |

## Nejlepší střelci
- José Piendibene 3
- Hector Scarone 3
- Carlos Scarone 3